# San Dionisio Pueblo Viejo
San Dionisio Pueblo Viejo es una localidad del municipio de San Dionisio del Mar dentro del estado mexicano de Oaxaca. Siendo la tercera localidad más poblada de este municipio, solo por detrás de la cabecera municipal y Huamúchil.

## Historia
Según la leyenda del pueblo Ikoot (Huave), en esta isla se ubica el que fuere el primer templo religioso de su cultura, erijido en honor a San Dionisio Aeropagita, por la cual fue nombrada como Capital del Pueblo Huave en el Istmo.

## Ubicación
La localidad se ubica a 9.3 km. en dirección suroeste de la cabecera municipal, ubicada en la parte sur de la isla llamada "Pueblo Viejo", en la cual solo puede accederse por medio de lancha cruzando la "Bocabarra", una franja marítima que divide la Laguna Superior de la Laguna Inferior. En época de sequía dicha isla se conecta al macizo territorial por medio de una franja de tierra llamada "Barra Santa Teresa", esta perteneciente al Municipio de Juchitán de Zaragoza, con la cual se abre una brecha de terracería hacia la localidad de Álvaro Obregón (Oaxaca). Se ubica en las coordenadas 16°16′14″N 94°49′36″O / 16.27056, -94.82667.